# Supersonic girl
supersonic girl – debiutancki album japońskiej piosenkarki Nany Mizuki, wydany 5 grudnia 2001. Album osiągnął 60 pozycję w rankingu Oricon, sprzedał się w nakładzie 5090 egzemplarzy.

## Lista utworów
| Nr  | Tytuł                                                                                   | Słowa          | Kompozycja      | Aranżacja       | Czas |
| --- | --------------------------------------------------------------------------------------- | -------------- | --------------- | --------------- | ---- |
| 1.  | "Love's Wonderland"                                                                     | Chokkyū Murano | Ataru Sumiyoshi | Nobuhiro Makino | 4:05 |
| 2.  | "The place of happiness"                                                                | Chokkyū Murano | Ataru Sumiyoshi | Nobuhiro Makino | 3:44 |
| 3.  | "supersonic girl"                                                                       | Chokkyu Murano | Ataru Sumiyoshi | Nobuhiro Makino | 4:10 |
| 4.  | "Heaven Knows-Brave Edit-"                                                              | Chokkyū Murano | Ataru Sumiyoshi | Nobuhiro Makino | 4:17 |
| 5.  | "Omoi-pedigreed mix-" (jap. 想い-pedigreed mix-)                                        | Chokkyū Murano | Ataru Sumiyoshi | Nobuhiro Makino | 4:34 |
| 6.  | "Look Away-All Together Version-"                                                       | Chokkyū Murano | JUNKO           | Nobuhiro Makino | 4:18 |
| 7.  | "TRANSMIGRATION"                                                                        | Masami Okui    | Toshiro Yabuki  | Toshiro Yabuki  | 5:04 |
| 8.  | "LOOKING ON THE MOON"                                                                   | Chokkyū Murano | Nobuhiro Makino | Nobuhiro Makino | 3:51 |
| 9.  | "Mafuyu no Kanransha" (jap. 真冬の観覧車)                                               | Chokkyū Murano | Nobuhiro Makino | Nobuhiro Makino | 4:51 |
| 10. | "NANA iro no youni-Special album version-" (jap. NANA色のように-Special album version-) | Misaki Asō     | Eisaku Nambu    | Nobuhiro Makino | 4:33 |
| 11. | "Suichu no aozora" (jap. 水中の青空)                                                    | Chokkyū Murano | Ataru Sumiyoshi | Nobuhiro Makino | 3:44 |
| 12. | "WINDOW OF HEART"                                                                       | Chokkyū Murano | Nobuhiro Makino | Nobuhiro Makino | 4:45 |